# Baseball (jogo eletrônico)
Baseball é um jogo eletrônico feito pela Nintendo em 1983 para o Nintendo Family Computer, tornando-se um dos primeiros jogos lançados para o Famicom. Mais tarde, foi um dos 18 títulos de lançamento do NES em 1985 nos Estados Unidos. Como no beisebol real, o objetivo do jogo é marcar o maior número de corridas. Até dois jogadores são suportados. Cada jogador pode selecionar entre uma das seis equipes; os nomes das equipes do jogo pretendem representar os membros da Central League japonesa na versão Famicom e membros da Major League Baseball para a versão americana.

## Recepção
O IGN deu a Baseball um 5.5 de 10 em 2007, observando a profundidade de lançar, em particular. O GameSpot deu ao jogo Baseball um 4.2 de 10 em 2006, afirmando que, embora fosse fácil de jogar, o jogo "não resistiu a passagem do tempo."